# Милош Копецки
Милош Копецки (на чешки: Miloš Kopecký) (22 август 1922 – 16 февруари 1996) е чешки актьор, член на трупата на Дивадло на Винохрадех.
Играе често в киното и телевизията, предимно в комични отрицателни роли. Две от най-известните му в България роли са тези на бандита Хог Фог в „Лимонадения Джо“, и на доктор Щросмайер в сериала „Болница в края на града“.